# Călinești (Maramureș)
Călinești è un comune della Romania di 3 305 abitanti, ubicato nel distretto di Maramureș, nella regione storica della Transilvania. 
Il comune è formato dall'unione di 3 villaggi: Călinești, Cornești, Văleni.
Călinești ospita una chiesa lignea dedicata alla Nascita di Maria (Nașterea Maicii Domnului).